# ネーサン・ディークス
ネーサン・ディークス（Nathan Deakes、1977年8月17日 - ）は、オーストラリアの陸上競技選手。2004年アテネオリンピックの銅メダリストである。ビクトリア州ジーロング出身。

## 経歴
ディークスは、オーストラリア史上最強のウォーカーといわれている。キャンベラにあるオーストラリア国立スポーツ研究所をベースにトレーニングを行い、国際大会でも何度か勝利。多くのオーストラリア記録、世界記録も保持している。
ディークスは、2004年アテネオリンピックで銅メダルを獲得したほか、コモンウェルスゲームズでは、2002年、2006年の2大会とも20km競歩、50km競歩の2種目を制覇。合計4つの金メダルを獲得している。コモンウェルスゲームズの競歩で2大会連続2種目制覇を達成した初めての選手となった。また、1998年のコモンウェルスゲームズクアラルンプール大会と1996年の世界ジュニア選手権の両大会でも銅メダルを獲得している。また、アテネオリンピックの50km競歩でも、メダル獲得はならなかったものの、途中失格が宣告されるまではロベルト・コジェニョフスキと先頭争いを行っていた。さらに、2007年の大阪で行われた世界選手権の50km競歩でも金メダルを獲得している(世界陸上選手権の50km競歩で初のヨーロッパ以外の選手の優勝となった)。
2006年12月2日、ジーロングで行われた50km競歩で3時間35分47秒の世界新記録を樹立。ポーランドのロベルト・コジェニョフスキが持っていた世界記録を16秒更新した。ディークスは、20km競歩でも1時間17分33秒の世界歴代7位の記録を持っている。
ディークスは、2008年北京オリンピックでは50km競歩の優勝候補として名前が挙げられていたが、大会直前、太ももの裏のけがを理由に出場を断念した。2003年、2005年の世界陸上選手権も同様のケガで欠場している。2009年の世界陸上も前回優勝者枠のワイルドカードによる出場権があったが、故障の回復が思わしくなく欠場を発表した。

## 自己ベスト
- 20km競歩 - 1時間17分33秒 (2005年)
- 50km競歩 - 3時間35分47秒 (2006年)

## 主な実績
| 年   | 大会                   | 場所                         | 種目       | 結果 | 記録          |
| ---- | ---------------------- | ---------------------------- | ---------- | ---- | ------------- |
| 1996 | 世界ジュニア陸上選手権 | シドニー(オーストラリア)     | 10000m競歩 | 3位  | 41分11秒44    |
| 1998 | コモンウェルスゲームズ | クアラルンプール(マレーシア) | 20km競歩   | 3位  | 1時間26分06秒 |
| 1999 | 世界陸上選手権         | セビリヤ(スペイン)           | 20km競歩   | 7位  | 1時間25分26秒 |
| 2000 | オリンピック           | シドニー(オーストラリア)     | 20km競歩   | 8位  | 1時間21分03秒 |
| 2000 | オリンピック           | シドニー(オーストラリア)     | 50km競歩   | 6位  | 3時間47分29秒 |
| 2001 | 世界陸上選手権         | エドモントン(カナダ)         | 20km競歩   | 4位  | 1時間20分55秒 |
| 2001 | 世界陸上選手権         | エドモントン(カナダ)         | 50km競歩   | -    | DQ            |
| 2002 | コモンウェルスゲームズ | マンチェスター(イギリス)     | 20km競歩   | 1位  | 1時間25分35秒 |
| 2002 | コモンウェルスゲームズ | マンチェスター(イギリス)     | 50km競歩   | 1位  | 3時間52分40秒 |
| 2004 | IAAFワールドカップ競歩 | ナウムブルク(ドイツ)         | 20km競歩   | 3位  | 1時間19分11秒 |
| 2004 | オリンピック           | アテネ(ギリシャ)             | 20km競歩   | 3位  | 1時間20分02秒 |
| 2006 | コモンウェルスゲームズ | メルボルン(オーストラリア)   | 20km競歩   | 1位  | 1時間19分55秒 |
| 2006 | コモンウェルスゲームズ | メルボルン(オーストラリア)   | 50km競歩   | 1位  | 3時間42分53秒 |
| 2007 | 世界陸上選手権         | 大阪(日本)                   | 50km競歩   | 1位  | 3時間43分53秒 |